# Пиши ми
Пиши ми је кантауторска Невене Божовић, која је представљала Србију на Дечјој песми Евровизије 2007. у Ротердаму.
Песма завршила је на 3. месту са 120 бодова, што је уједно и најбољи резултат Србије на Дечјој песми Евровизије, уз песму Чаробна ноћ Соње Шкорић која је такође била 3. у финалу. Аранжман је урадио Слободан Слоба Марковић, а учествовали су и продуценти Душан Поповић Липовац и Драган Илић, док је текст и музику написала Невена.
Невена је снимила и енглеску верзију песме под називом Hold my heart, која се, заједно са оригиналном и инструменталном верзијом, могла наћи на диску који је био подељен на промоцији песме. Пратеће вокале певале су Невена Илић и Јелена Божовић, сестра представнице Србије.